# Кантубек
Кантубек (на руски: Кантубек; на узбекски: Kantubek, на каракалпакски: Qantubek), наричан още Аралск-7, е изоставен град на остров Возрождение (на Узбекистан) в Аралско море. Градът все още може да бъде открит на повечето карти, но е необитаем към 2008 г.
Преди Кантубек е имал население от около 1500 души. Обслужва съветска лаборатория за изпитване на биологично оръжие. През 1940-те години са правени експерименти с маймуни.
След разпадането на Съветския съюз през 1991 г. Кантубек е изоставен от всичките си обитатели. Много контейнери с биологично оръжие също са изоставени, като повечето не са добре съхранени.
Брайън Хейс от Министерството на отбраната на САЩ прави експедиция през лятото на 2002 г., за да неутрализира големите количества антракс на територията на изоставената лаборатория. Екипът му е съставен от 113 души, които за 3 месеца неутрализират между 100 и 200 тона антракс. Цената на почистващата операция е $ 5 000 000.